# Neottia chenii
Neottia chenii là một loài thực vật có hoa trong họ Lan. Loài này được S.W. Gale & P.J. Cribb mô tả khoa học đầu tiên.